# Rio dos Oitis
O rio dos Oitis é um curso de água que banha o estado da Paraíba, Brasil.